# Dan Lungren

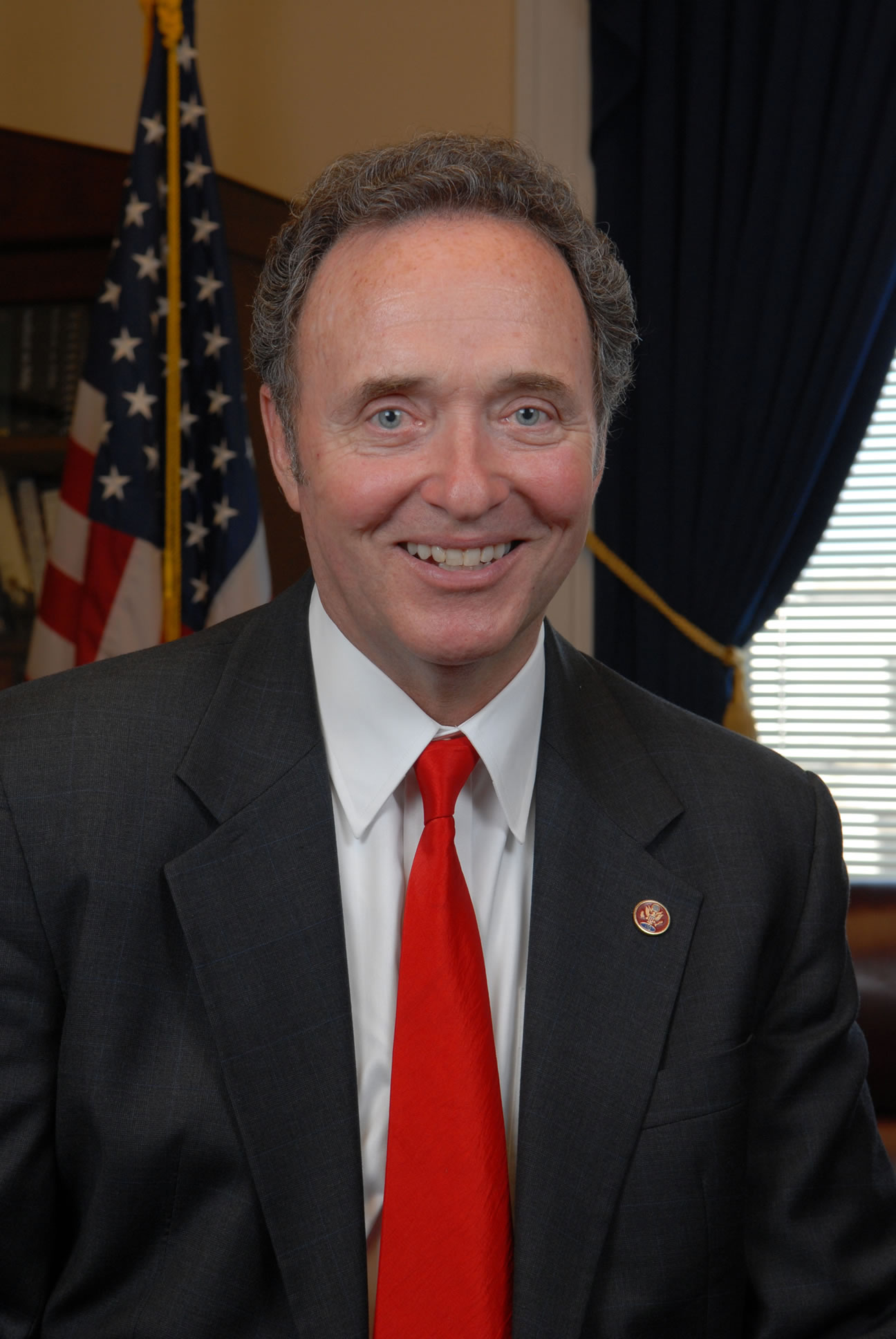
Dan Lungren (2009)

Daniel Edward „Dan“ Lungren (* 22. September 1946 in Long Beach, Kalifornien) ist ein US-amerikanischer Politiker der Republikanischen Partei und ehemaliger Generalstaatsanwalt von Kalifornien. Von 1979 bis 1989 sowie zwischen 2005 und 2013 war er Mitglied des US-Repräsentantenhauses für Kalifornien.

## Biografie
Lungren ist einer der Söhne von John C. Lungren, Sr., des persönlichen Arztes von US-Präsident Richard Nixon. Er studierte nach dem Besuch der St. Anthony High School in Long Beach von 1964 bis 1968 Englisch an der University of Notre Dame, an der er einen Bachelor of Arts (B.A. English) erwarb. Ein anschließendes postgraduales Studium der Rechtswissenschaften an der University of Southern California sowie der Georgetown University beendete er 1971 mit einem Juris Doctor (J.D.). Nach seiner Zulassung 1972 war er als Rechtsanwalt tätig und zwischenzeitlich auch Mitarbeiter im Stab der republikanischen Senatoren von Kalifornien, George Murphy, und Tennessee, Bill Brock.
Seine politische Laufbahn begann er von 1974 bis 1979 als Delegierter bei den Republican Conventions in Kalifornien zur Nominierung des republikanischen Gouverneurskandidaten sowie von 1977 bis 1978 als Co-Vorsitzender des National Congressional Council. 1978 wurde er erstmals als Abgeordneter in das US-Repräsentantenhaus gewählt und vertrat dort zwischen dem 3. Januar 1979 und dem 3. Januar 1989 zunächst den 34. und dann seit dem 3. Januar 1983 den 42. Kongresswahlbezirk Kaliforniens.
Er verzichtete 1988 auf eine erneute Kandidatur und wurde 1990 zum Attorney General Kaliforniens gewählt. Nach seiner Bestätigung 1994 hatte er diese Funktion während der Amtszeit von Gouverneur Pete Wilson von 1991 bis 1999 inne. 1998 bewarb er sich selbst als Kandidat der Republikaner für das Amt des Gouverneurs von Kalifornien, unterlag dabei jedoch seinem demokratischen Gegenkandidaten, dem bisherigen Vizegouverneur Gray Davis, deutlich mit 38,4 zu 58 Prozent der Wählerstimmen.
2004 wurde er wiederum zum Mitglied des US-Repräsentantenhauses gewählt und vertrat dort nach drei Wiederwahlen seit dem 3. Januar 2005 den 3. Kongresswahlbezirk Kaliforniens. Bis zum 3. Januar 2013 war Lungren nicht nur ranghöchstes Mitglied (Ranking Minority Member) und damit Sprecher der republikanischen Minderheitsfraktion im Ausschuss für die Verwaltung des Repräsentantenhauses (US House Committee on House Administration), sondern auch Mitglied der Ausschüsse für Innere Sicherheit (US House Committee on Homeland Security) und Justiz (US House Committee on the Judiciary) sowie des Gemeinsamen Ausschusses für die Library of Congress (US Congress Joint Committee on the Library).
Im Jahr 2012 kandidierte Dan Lungren im siebten Wahlbezirk seines Staates für seine erneute Wiederwahl. Dabei unterlag er gegen Ami Bera.